# 亞維爾尼克
48°1′24″N 24°44′31″E / 48.02333°N 24.74194°E
亞維爾尼克（烏克蘭語：Явірник），是烏克蘭的村落，位於該國西部伊萬諾-弗蘭科夫斯克州，由韋爾霍維納區負責管轄，始建於1903年，面積10平方公里，2023年人口294，人口密度每平方公里29.4人。